# Heimatmuseum Schwarzes Tor
Das Heimatmuseum „Schwarzes Tor“ in Sankt Georgen im Schwarzwald ist ein Museum in einem originalen Schwarzwälder Bauernhaus aus dem 19. Jahrhundert.

## Geschichte
Das Schwarze Tor, ein Kleinbauernhaus aus dem Jahre 1803, beherbergt das Heimatmuseum. Es eröffnete im Jahre 1995 und befindet sich in der Innenstadt von Sankt Georgen. Es ist somit nicht so aufgebaut wie das Schwarzwälder Freilichtmuseum Vogtsbauernhof in Gutach, in dem man zusätzlich die historische Landwirtschaft betrachten kann.
Das Museum stellt das Leben in einem Bauernhaus im Schwarzwald zu jener Zeit vor. Es gibt eine Schlafkammer mit verhältnismäßig kleinen Betten, da die Personen damals im Gegensatz zu uns heute sehr klein waren. Außerdem zeigt das Museum eine alte Küche mit historischen „Küchengeräten“, eine Bauernstube (entspricht unserem heutigen Wohnzimmer) sowie eine Uhrenstube mit einer Uhrenwerkstatt, da die Uhrenmacherkunst des Schwarzwaldes äußerst berühmt war. Hier ist auch eine Uhrensammlung aus dem 17. bis 19. Jahrhundert zu sehen. Das Museum zeigt außerdem alte Schwarzwälder Handwerkskunst wie zum Beispiel Strohflechterei oder Korbflechterei.